# 196–198 West George Street

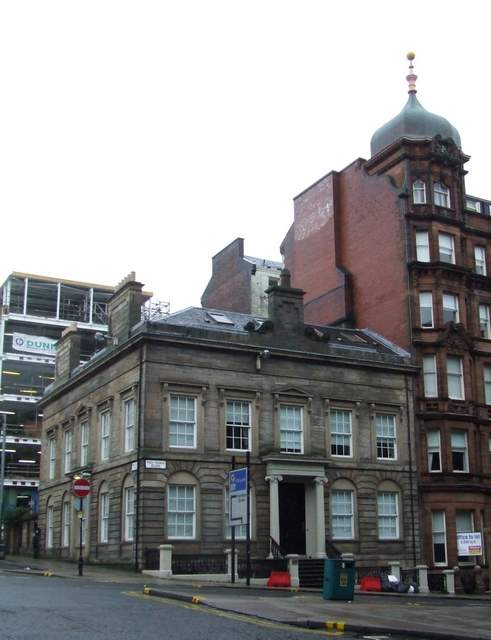
196–198 West George Street

Unter der Adresse 196–198 West George Street in der schottischen Stadt Glasgow befindet sich ein Geschäftsgebäude. 1970 wurde das Bauwerk als Einzeldenkmal in die schottischen Denkmallisten in der höchsten Denkmalkategorie A aufgenommen.

## Beschreibung
Das klassizistische Gebäude wurde um 1830 erbaut und ist bis heute in einem weitgehend unverändert Zustand erhalten. Es befindet sich an der Kreuzung zwischen Wellington Street und West George Street im Zentrum Glasgows. Entlang der Rückseite verläuft die West Regent Lane. Vermutlich handelte es sich einst um zwei einzelne Wohngebäude, die dann zu einem Geschäftsgebäude vereint wurden.
Die beiden Hauptfassaden des zweistöckigen Gebäudes sind jeweils fünf Achsen weit und zu großen Teilen identisch ausgestaltet. Das Mauerwerk aus polierten Quadern ist im Bereich des Erdgeschosses rustiziert. Das mittig angeordnete Hauptportal entlang der West George Street ist mit ionischen Säulen gestaltet. Ebenso wie entlang der Wellington Street sind die länglichen Fenster in rundbögige Aussparungen eingelassen. Das ehemalige zweite Portal dort wurde teils mit Mauerwerk verfüllt und zu einem Fenster umgestaltet. Ionische Pilaster flankieren es. Die Fenster des Obergeschosses sind mit schlichten Gesimsen auf Konsolen verdacht; jene auf den Zentralachsen mit Dreiecksgiebeln. Unterhalb des abschließenden Kranzgesimses verläuft ein Zahnschnitt.